# Larry Collins
John Lawrence Collins Jr., més conegut com Larry Collins (Hartford, Connecticut, 14 de setembre de 1929 - Frejús, França, 20 de juny de 2005), va ser un escriptor i periodista nord-americà.
Llicenciar en ciència per la Universitat Yale, als anys 50 es va traslladar a París, on fou destinat per complir el servei militar, durant dos anys a l'Estat Major de l'Armada dels Estats Units de Shape. Allà, fou on conegué l'escriptor Dominique Lapierre. El 1956 s'inicià en el periodisme a l'agència de notícies UPI. Anys després va ser traslladat a les delegacions de Roma, el Caire i Beirut, i més tard nomenat cap del servei del Pròxim Orient. Des de llavors, l'escriptor vivia entre Londres, els Estats Units i França, on el 1976 es va establir a la localitat de Ramatuelle.
Entre el 1961 i el 1965 va dirigir la corresponsalia a París del setmanari "Newsweek" i va començar la seva col·laboració amb Dominique Lapierre. Amb ell, durant un any en què tots dos van demanar l'excedència laboral, el 1964 va escriure "Paris brûle-t-il?", un llibre sobre l’alliberament de París al final de la Segona Guerra Mundial, "Crema París?" Del llibre, se'n vengueren més de dos milions d'exemplars i també fou portat al cinema amb molt d’èxit per René Clément. Va ser aleshores quan el director del setmanari li va oferir fer-se càrrec de la delegació al Saigon. Però Collins va preferir escriure, de nou amb Lapierre, la història del torero "El Cordobés", que va arribar a les llibreries amb el títol "O llevarás luto por mi" (1967). Ell mateix va confessar que aquesta era la seva obra favorita. L'èxit de vendes d'aquests llibres es va repetir en les següents col·laboracions, en què la parella va vendre almenys tres milions d'exemplars d'obres com "Oh, Jerusalem" (1971), "Aquesta nit la llibertat" (1975) i "El cinqué genet" (1980). Els seus gairebé 20 anys de col·laboració es van trencar el 1980, quan Lapierre va decidir agafar-se un descans. Collins va continuar escrivint en solitari i el 1985 va publicar "Fortitude", sobre la resistència antinazi i el desembarcament de Normandia. Tres anys després va arribar "Laberint", la seva segona obra en solitari, i més endavant Black Eagles (1995). A "Águilas negras" Collins va abordar l'arribada al poder de Panamà de Manuel Antonio Noriega i també va viatjar a Colòmbia el 1996, convidat pel president Ernesto Samper.
Paral·lelament a la literatura, Collins va mantenir una activitat periodística, amb col·laboracions per al diari France Soir o el New York Times Magazine. Els atemptats de l'11 de setembre de 2001 van fer retornar la col·laboració amb Lapierre a Is New York Burning? (2005).